# Thierry Harismendy
Thierry Harismendy (zm. 1 stycznia 1993) – francuski judoka. Startował w Pucharze Świata w latach 1990-1993. Złoty medalista mistrzostw Europy w drużynie w 1992. Wicemistrz wojskowych MŚ w 1990. Mistrz Europy juniorów w 1990. Mistrz Francji w 1992 roku.